# 横浜市長公舎
横浜市長公舎（よこはましちょうこうしゃ）は、横浜市長が居住する施設。
横浜市中央図書館の隣にあり、見晴らしのよい丘陵地の野毛山に伊勢佐木町を見下ろすように建てられている。

## 概要
1927年、横浜市建築課の坂本信太郎が鳥海他郎の指導下ライト様式で設計。中村鎮式鉄筋コンクリートブロック工法で中村建築研究所により施工された。総工費は当時の価格で134,300円という。1945年の横浜大空襲でも焼失を免れた。
横浜市の旧市街（関内・旧横浜港・横浜中華街・伊勢佐木町・山手地区）が一望できる場所で、横浜市役所までは徒歩20分程度であるため非常参集も容易である。
最寄り駅は京急本線日ノ出町駅と、JR根岸線・横浜市営地下鉄ブルーライン桜木町駅。
なお敷地の西端の地下には、京急本線の野毛山隧道が通っている。
洋館部分の1階は応接室・食堂・サンルームなどに、2階は居住になっている。
かつては日本家屋も存在したが、老朽化のため1990年に集会所に建て替えられた。集会所部分は、表彰式・認証式や記者会見で使われている。

## 参考資料
- 朝日新聞横浜支局編『残照 神奈川の近代建築』有隣堂